# Adriana Pichardo
Adriana Pichardo Bello es una política venezolana y diputada suplente de la Asamblea Nacional electa en 2015, por el circuito 4 del estado Aragua por el partido Voluntad Popular, como de Mercosur, donde forma parte de la comisión de Ciudadanía y Derechos Humanos.

## Allanamiento
El 15 de octubre de 2018, en horas de la mañana, cinco funcionarios vestidos de negro y fuertemente armados ingresaron a su casa sin una orden de allanamiento. Los efectivos se identificaron como efectivos del Servicio Bolivariano de Inteligencia Nacional (SEBIN), pero vecinos los identificaron como funcionarios de la Dirección General de Contrainteligencia Militar (DGCIM) por las siglas de los uniformes y vehículos. La seguridad de la residencia del edificio les solicitó una orden de allanamiento, a lo que respondieron apuntándole al vigilante en la cabeza con un arma. Los efectivos le preguntaron por Ricardo Antich, militar recientemente liberado después de ser acusado de ser parte del «Golpe Azul». Pichardo explicó que solo conocía a sus familiares, a quien ha acompañado como parte de su deber como parlamentaria de Mercosur de registrar todas las violaciones a los derechos humanos ocurridas en Venezuela. Adriana consideró el hecho como una «flagrante violación» a su inmunidad parlamentaria.